# Calliste diable-enrhumé
Tangara mexicana
Espèce
Statut de conservation UICN

 LC  : Préoccupation mineure
Le Calliste diable-enrhumé (Tangara mexicana) est une espèce d'oiseaux de la famille des Thraupidae.

## Systématique
La sous-espèce tangara mexicana brasiliensis est parfois considérée comme une espèce distincte : calliste à ventre blanc.

## Étymologie
Son nom spécifique de « diable-enrhumé » vient de son cri spécial.

## Répartition
Cet oiseau vit de manière disparate, d'une part en Amazonie, à Trinidad et le plateau des Guyanes, dans la forêt atlantique de l'autre. Contrairement à ce que son nom scientifique pourrait laisser penser, on ne le trouve pas au Mexique.

## Habitat
Cet oiseau peuple les forêts et les jardins.

## Sous-espèces
D'après Alan P. Peterson, cette espèce est constituée des cinq sous-espèces suivantes :
- Tangara mexicana boliviana (Bonaparte, 1851) ;
- Tangara mexicana brasiliensis (Linnaeus, 1766) ;
- Tangara mexicana media (Berlepsch & Hartert, 1902) ;
- Tangara mexicana mexicana (Linnaeus, 1766) ;
- Tangara mexicana vieilloti (P.L. Sclater, 1857).